# Tacina
Il Tacina è un fiume della Calabria che nasce sul lato orientale dell'altopiano silano (Sila Piccola) e si getta nel Golfo di Squillace dopo un corso di 58 km che interessa un bacino idrografico di 426 km2.

## Corso
Il Tacina, come d'altronde i suoi affluenti, nasce nel Parco Nazionale della Sila. Suoi principali affluenti, a destra, sono i torrenti Soleo e a sinistra Sant'Antonio alimentato a sua volta dai torrenti Vergari  Reazio e Potamo che lambiscono l'antichissima cittadina di  Mesoraca . Il Soleo (lungo 23 km), nasce nei piani di Tirivolo a 1600 m. s.l.m., a breve distanza dall'origine del Tacina (Timpone Morello, 1665 m s.l.m.) da cui è separato dal monte Gariglione (1765 m s.l.m.). Il primo tratto del Soleo, fra i monti Gariglione e Femminamorta forma una stretta gola detta, per il suo aspetto selvaggio, "Manca del Diavolo". La confluenza fra il Tacina e il Soleo si verifica in località Zaccarella di Roccabernarda.
Per l'alto grado di naturalità il Tacina e il Soleo sono stati inseriti nei siti del progetto Bioitaly, aree protette di interesse comunitario con codice SIC IT9320129 per il Tacina, e SIC IT9330125 per il Soleo. Occorre dire tuttavia che le acque del Tacina sono sfruttate notevolmente per uso irriguo e per la produzione di energia idroelettrica. A questo scopo, è stato creato uno sbarramento artificiale che ha dato origine al lago Tacina.
Il Tacina sfocia nel mar Ionio tra la località di Steccato di Cutro e Contrada Magliacane in prossimità di Belcastro Marina, a circa 44 km da Catanzaro. Nell'ultimo tratto segna il confine fra le province di Catanzaro e Crotone. La foce è visibile dalla Strada statale 106 Jonica.

## Altri progetti

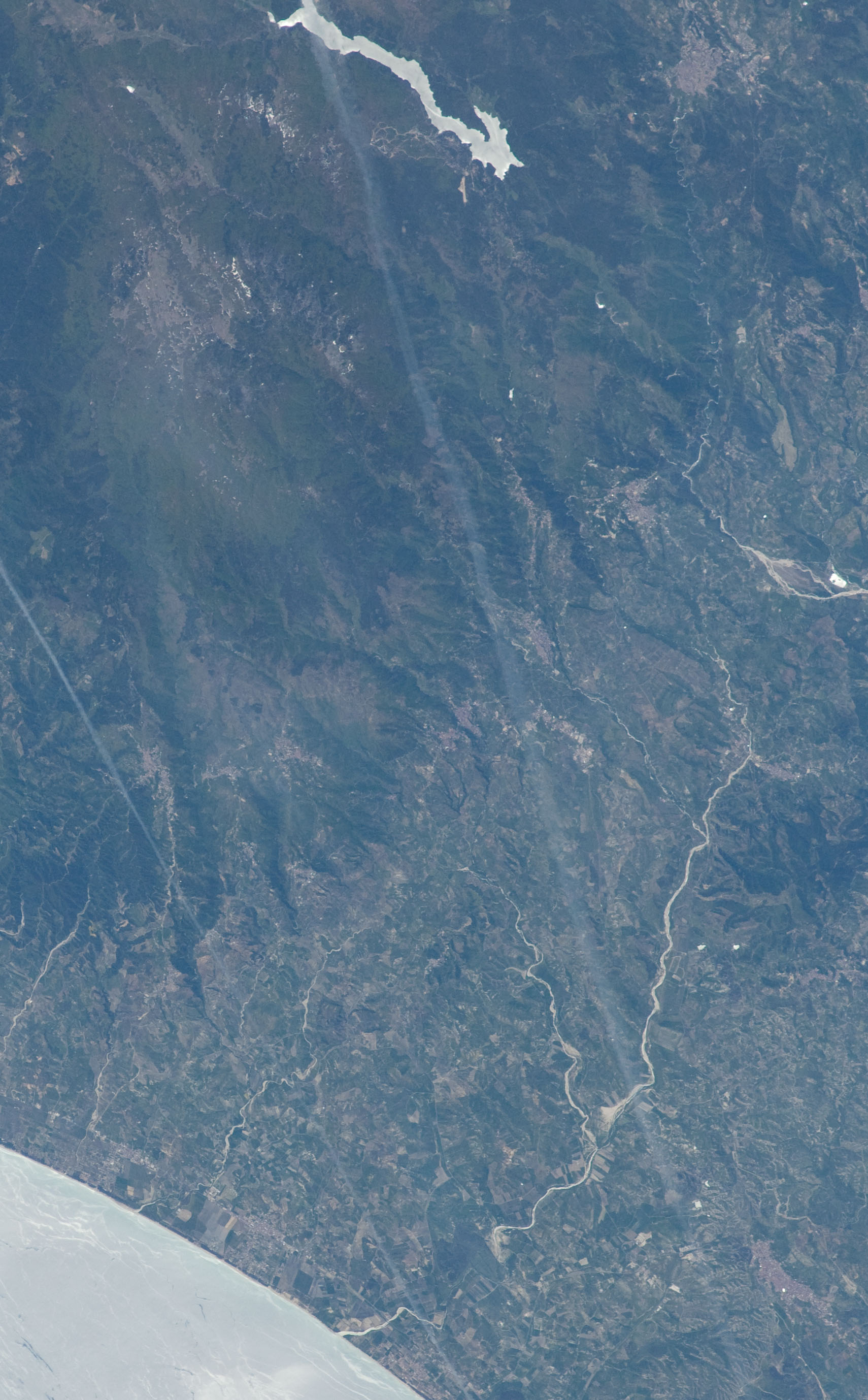
Fiume Tacina, Petilia Policastro